# Seokchon-dong
Seokchon-dong (en coréen : 석촌동 en hangeul et 石村洞 en hanja) est un quartier (dong) de Songpa-gu à Séoul en Corée du Sud. Le nom actuel du dong signifie littéralement « village de pierre » de l'ancien nom, dolmari, car la région est censée avoir beaucoup de pierres.

## Transport
Seokchon-dong est desservi par la station de métro Seokchon de la ligne 8.